# A Sombra do Vento
A Sombra do Vento (em espanhol, La Sombra Del Viento) é um livro lançado em 2001, escrito pelo espanhol Carlos Ruiz Zafón.

## Enredo
A história começa em Barcelona, em 1945. Daniel Sempere está completando 11 anos. Seu pai, ao ver Daniel triste por não conseguir mais lembrar-se do rosto da mãe (já morta), dá-lhe um presente: de madrugada, leva-o a um misterioso lugar no coração histórico da cidade, o Cemitério dos Livros Esquecidos. O lugar, conhecido por poucos na cidade, é uma biblioteca secreta e labiríntica que funciona como depósito para obras abandonadas pelo mundo, à espera de que alguém as descubra. É lá que Daniel encontra um exemplar de A Sombra do Vento, do também barcelonês Julián Carax.
Daniel fascina-se sobre o livro e, ao buscar mais informações sobre o autor, descobre que quase ninguém o conhece e que alguém anda queimando todos os exemplares de seus livros. Então começa uma grande aventura que percorre as ruas da ilustre cidade de Barcelona, atravessando as fronteiras do tempo e da imaginação. Com um toque de romance, mistério e aventura.

## Personagens
- Daniel Sampere
- Sr. Sampere
- Jose Marcelino
- Rui
- Julian Carax
- Tomás Aguilar
- Gustavo Barceló
- Clara Barceló
- Claudette
- Monsieur Roquefort
- Francisco Javier Fumero
- Dom Federico  Flavia i Pujades
- Bernarda
- Adrián Neri
- Fermín Romero de Torres
- Toni Cabestany, El Editor
- Lain Coubert
- Teresita Boadas
- Mercedes
- Dona Encarna
- Doutor Baró
- Beatriz Aguilar
- Pablo Cascos Buendía
- Javier Velasques
- Aurora
- Isabelita
- Sr. Molins
- Viçenteta
- Antoni Fortuny
- Sophie Carax
- Jorge Aldaya
- Penelope Aldaya
- Miquel Moliner
- Nuria Monfort
- Remigio
- Dom Anacleto
- Merceditas
- José Maria Raquejo
- Padre Fernando Ramos
- Ricardo Aldaya
- Jacinta Coronado
- Salvador Jausà
- Marisela
- Frederic Martorell
- Fructuós Galabert
- Simón Aldaya
- Sr. Aguilar

## Vendas
O livro já ultrapassou a marca dos 15 milhões de exemplares vendidos em todo o mundo desde o seu lançamento, em 2001.